# Тешнярь (село)
Тешнярь — село в Сосновоборском районе Пензенской области, относится к Вачелайскому сельсовету.

## География
Село расположено в центре района на реке Тешнярь, в непосредственной близости к северу от районного центра. Высота центра над уровнем моря — 202 метра. Расстояние до областного центра по автомобильным дорогам — 130 км.

## Население
| 1709  | 1718  | 1748  | 1864  | 1877  | 1897  | 1910  |
| ----- | ----- | ----- | ----- | ----- | ----- | ----- |
| 301   | ↗345  | ↗582  | ↗636  | ↗809  | ↗1006 | ↗1245 |
| 1926  | 1930  | 1939  | 1959  | 1979  | 1989  | 1996  |
| ↗1298 | ↗1306 | ↗1403 | ↗1458 | ↘1443 | ↘1031 | ↘834  |
| 2002  | 2010  |       |       |       |       |       |
| ↘798  | ↘777  |       |       |       |       |       |

## История
Мордовская деревня Тешнярь существовала уже в середине XVIII века.
В 1757 году здесь был построен первый храм, в 1893 году вместо него было начато строительство нового более вместительного деревянного храма, придел которого 6 июля 1897 года был освящен в честь святых бессребреников Космы и Дамиана, а 1 ноября 1901 года — главный престол храма в честь Покрова Божией Матери. Храм чаще называли по приделу — Космодамиановским. После временного закрытия в 1930-е годы, приход был вновь открыт в 1945 году. 18 июля 2012 года храм полностью сгорел от попадания молнии в находящуюся рядом подстанцию. 2 августа 2017 года была открыта новая каменная церковь, освященная также в честь Космы и Дамиана.
В 1835 году вблизи села пензенской купчихой Е. Д. Рассказовой была построена стекольная фабрика. В «Списках населенных мест по сведениям 1864 года» значится селом казенным. Входило в состав Бартеневской волости Городищенского уезда. Здесь проводились ярмарки. В 1877 году работал колерный завод (производство красок из местных минералов).

## Инфраструктура
В 1996 году в селе открылось отделение коллективного хозяйства «Нива». Действуют Дом культуры, неполная средняя школа, фельдшерский пункт, почта, 2 магазина. Имеется памятник односельчанам, погибшим в 1941-45 годах.